# Marcus Slaughter
Marcus Anthony Slaughter (San Leandro, 18 marzo 1985) è un ex cestista statunitense.

## Palmarès
- Campionato tedesco: 1

Brose Bamberg: 2011-2012
- Campionato spagnolo: 2

Real Madrid: 2012-2013, 2014-2015
- Coppa di Germania: 1

Brose Bamberg: 2012
- Copa del Rey: 2

Real Madrid: 2014, 2015
- Coppa di Grecia: 1

AEK Atene: 2019-2020
- Supercoppa tedesca: 1

Brose Bamberg: 2011
- Supercoppa spagnola: 3

Real Madrid: 2012, 2013, 2014
- Eurolega: 1

Real Madrid: 2014-2015